# Wolfgang Grzyb
Wolfgang Grzyb (født 29. juli 1940, død 7. oktober 2004) var en tysk fodboldspiller (forsvarer/midtbane/angriber).
Grzyb spillede hele sin karriere, fra 1965 til 1978, hos Eintracht Braunschweig. Han spillede over 300 ligakampe for klubben og var med til at sikre klubben det tyske mesterskab i 1967.

## Titler
Tysk mesterskab
- 1967 med Eintracht Braunschweig